# Mausohrwochenstuben in der mittleren Frankenalb
Mausohrwochenstuben in der mittleren Frankenalb este o arie protejată (arie specială de conservare — SAC, sit de importanță comunitară — SCI) din Germania întinsă pe o suprafață de 0,1 ha, integral pe uscat.

## Localizare
Centrul sitului Mausohrwochenstuben in der mittleren Frankenalb este situat la coordonatele 49°37′43″N 11°32′59″E / 49.6286°N 11.5497°E.

## Înființare
Situl Mausohrwochenstuben in der mittleren Frankenalb a fost declarat sit de importanță comunitară în martie 2001 pentru a proteja 1 specie de animale. Situl a fost protejat și ca arie specială de conservare în aprilie 2016.

## Biodiversitate
Situată în ecoregiunea continentală, aria protejată nu include niciun habitat protejat.
La baza desemnării sitului se află o specie protejată de  mamifere: liliac comun (Myotis myotis).